# Johann Gerhard Telting
Johann Gerhard Telting (* 26. Oktober 1786 in Loga bei Leer; † 19. November 1845 in Emden) war ein deutscher Jurist und Politiker.

## Leben
Als Sohn eines Oberamtmannes geboren, ging Telting auf das Pädagogium in Halle. Im Anschluss studierte er Rechtswissenschaften in Halle und Göttingen. Während seines Studiums wurde er 1807 Mitglied des Corps Frisia Göttingen.
Nach seinem Studium wurde er 1818 Amtsassessor in Emden. 1829 war er in Lehe tätig, bevor er 1832 Amtmann wurde. 1836 arbeitete er als Amtmann und Stadtkommissar in Emden.
In den Jahren 1835 bis 1837 war Telting Deputierter der Zweiten Kammer der Hannoverschen Ständeversammlung.